# FK Nikopol-NPHU
Futbolnyj klub Nikopol-NPHU (ukrajinsky: Футбольний клуб «Нікополь-НПГУ») je ukrajinský fotbalový klub sídlící ve městě Nikopol.
Klub byl založen v roce 2015 po přesunutí krachující NPHU-Makijivvuhillja Makijivka do Nikopolu. Makijivský celek vyhnala válka na východní Ukrajině právě do Nikopoly, kde byl klubu dočasně poskytnut azylový stadion. Po takto odehrané sezóně klub ovšem zkrachoval. Na jeho základech byl poté vytvořen nový klub Nikopol-NPHU.
Své domácí zápasy odehrává na stadionu Elektrometalurh s kapacitou 7 200 diváků.

## Umístění v jednotlivých sezonách
Zdroj: 
Legenda: Z - zápasy, V - výhry, R - remízy, P - porážky, VG - vstřelené góly, OG - obdržené góly, +/- - rozdíl skóre, B - body, červené podbarvení - sestup, zelené podbarvení - postup, fialové podbarvení - reorganizace, změna skupiny či soutěže
| Ukrajina (2015 – ) |            |        |    |   |   |    |    |    |     |    |        |
| Sezóny             | Liga       | Úroveň | Z  | V | R | P  | VG | OG | +/- | B  | Pozice |
| 2015/16            | Druha liha | 3      | 26 | 2 | 6 | 18 | 18 | 51 | -33 | 12 | 14.    |
| 2016/17            | Druha liha | 3      | 34 |   |   |    |    |    |     |    |        |